# Iomerê
Iomerê é um município brasileiro do estado de Santa Catarina.

## História
Apesar do nome indígena, o município de Iomerê é de colonização italiana. Vindos do Rio Grande do Sul, os imigrantes italianos se instalaram na região.
O nome do município originou-se da língua tupi-guarani, cujo significado é Clareira Branca ou Campo Branco. O primeiro nome da comunidade foi Fachinal Branco, dado pela Companhia Colonizadora Selbach & Kröef. Mais tarde, mudou para São Luiz (homenagem ao primeiro colonizador), depois passou a se chamar Iomerê.

## Geografia
Localiza-se na Região Meio Oeste de Santa Catarina e integra a Micro Região do Alto Vale do Rio do Peixe, fazendo parte da AMARP - Associação dos Municípios do Alto Vale do Rio do Peixe. 
Suas Coordenadas são: latitude 27º00'15" sul e  longitude 51º14'32" oeste, estando a uma altitude de 847 metros. Sua população estimada em 2004 era de 2.660 habitantes.
Possui uma área de 114,74 km² e um clima Mesotérmico úmido, com verão fresco e temperatura média de 16,9 °C.

### Limites do município
- Ao Norte: Arroio Trinta
- Ao Oeste: Treze Tílias
- Ao Sul: Ibicaré e Pinheiro Preto
- Ao Leste: Videira